# 10.º Congresso Nacional do Partido Comunista da China
O Décimo Congresso Nacional do Partido Comunista da China foi um importante congresso do Partido Comunista realizado após a queda de Lin Biao e a continuação da Grande Revolução Cultural Proletária. O congresso foi responsável por eleger o 10º Comitê Central do Partido Comunista da China.
Foi realizado em Pequim, China, entre 24 e 28 de agosto de 1973. Participaram no congresso 1249 delegados, representando 28 milhões de membros do partido de toda a China.

## Detalhes do Congresso
Em 20 de agosto de 1973, antes do início do congresso, o Politburo do Partido Comunista da China adotou uma resolução para suspender as filiações de Lin Biao, Ye Qun, Huang Yongsheng, Wu Faxian, Li Zuopeng e Qiu Huizuo por tempo indeterminado.
O congresso foi aberto em 24 de agosto, com Mao Zedong presidindo a reunião, Zhou Enlai apresentando o relatório político e Wang Hongwen apresentando detalhes a respeito da revisão da Constituição. Mao e Zhou sugeriram que treze membro da velha guarda, como Tan Zhenlin e Li Jingquan, fossem reabilitados pelo partido.
O 10º Congresso afirmou a Constituição do Partido Comunista da China , que também foi adotada pelo 9º Congresso Nacional. Estipulou alguns ajustes na estrutura, mas as disposições gerais da Constituição, como a ideologia orientadora e os princípios básicos do partido, não mudaram muito. No projeto editado, apenas as discussões e doutrinas propostas ou relacionadas a Lin Biao foram removidas.
O 10º congresso elegeu 195 membros do Comitê Central e 124 membros suplentes, com a Gangue dos Quatro assumindo papéis importantes dentro do comitê central e a reabilitação de políticos perseguidos durante a Revolução Cultural, incluindo Li Zuopeng, Deng Xiaoping, Wang Jiaxiang e outros.

## Significado do Congresso

### Nova estrutura de poder
A queda de Lin Biao e seus companheiros em 1971 deixou muitos cargos vagos no partido e no governo. Dos 21 homens do Politburo, restavam apenas 10, e dos cinco homens do Comitê Permanente, apenas três - Mao Zedong, Zhou Enlai e Kang Sheng - ainda estavam presentes. Portanto, o 10º congresso foi responsável por eleger novos membros para as posições desocupadas e condenar as ações de Lin Biao como sendo um oportunismo de direita que "ondulou a bandeira vermelha para derrotá-la".
Durante o congresso, a Gangue dos Quatro conseguiu garantir importantes posições com o apoio de Mao. Jiang Qing e Yao Wenyuan foram eleitos para o Politburo, Zhang Chunqiao para o Comitê Permanente e Wang Hongwen como segundo vice-presidente do partido.

### Continuação da Revolução Cultural
Wang Hongwen, em seu discurso de estreia durante o congresso, anunciou o esmagamento das "duas bases burguesas, uma liderada por Liu Shaoqi e a outra por Lin Biao". Assim, ele transformou a Revolução Cultural em um processo contínuo que seguiria no futuro, já que, nas palavras de Mao, a cada sete ou oito anos, um grande desastre era inevitável na natureza de classes. Wang enfatizou o espírito revolucionário de "ousar ir contra a maré" e a importância de treinar jovens líderes. Com o futuro do país nas mãos dos jovens, a luta e a revolução contínua pontuariam a vida política chinesa.